# Lancastermonument (Lichtervelde)
Het Lancastermonument is een gedenkteken voor de gesneuvelde soldaten van een neergestorte Lancaster tijdens de Tweede Wereldoorlog in Lichtervelde.

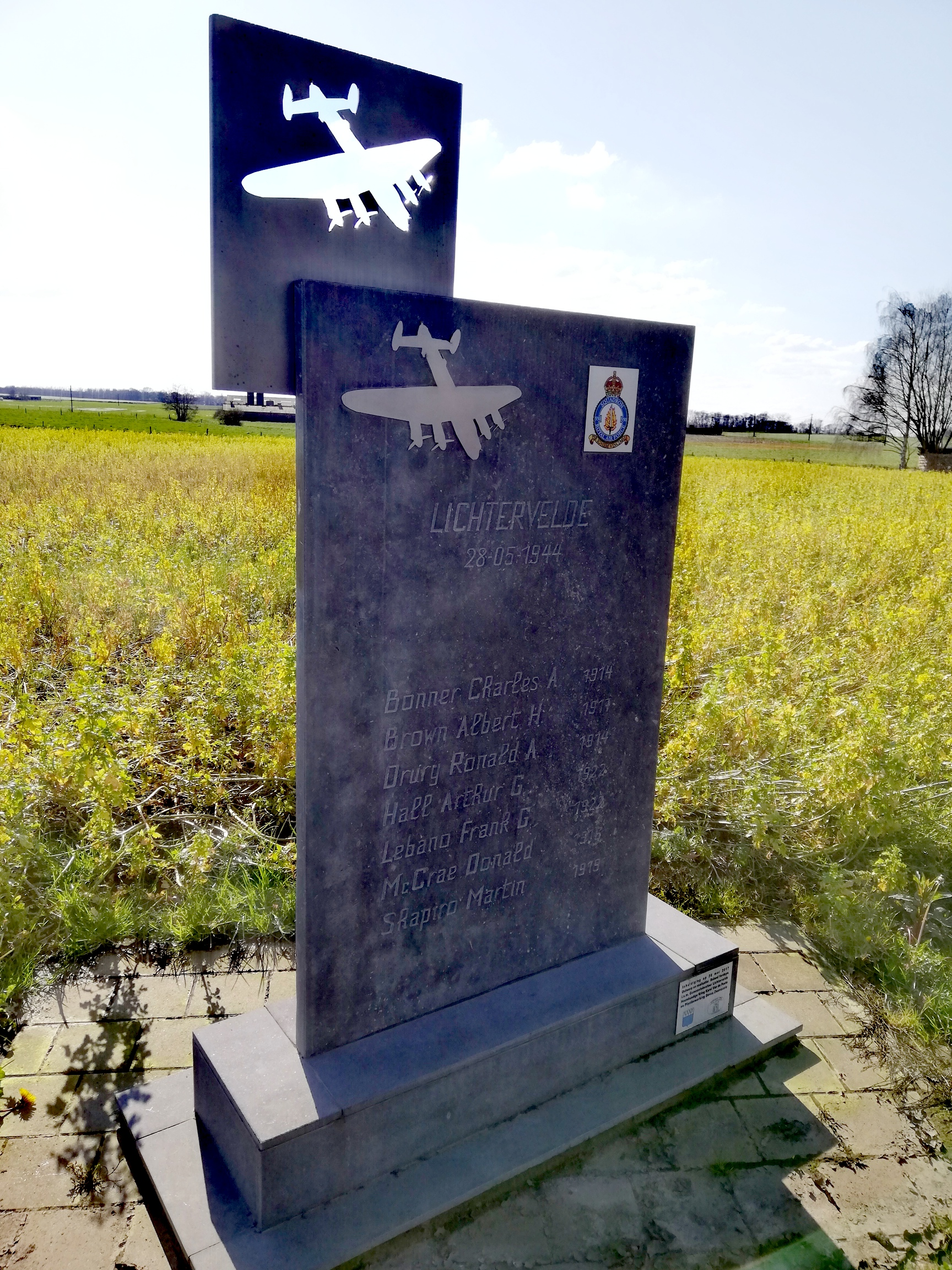

## Vliegtuigcrash
Op 28 mei 1944 vlogen 15 vliegtuigen van het 550 Sqdn RAF van de Britse basis North Killingholme uit om de spoorweginstallaties in het Duitse Aken te bombarderen. Bij hun terugkeer werden ze meermaals beschoten. Een toestel stortte neer in Rebecq in Waals-Brabant. Een tweede werd wellicht door een Duitse nachtjager getroffen en ontplofte in de lucht. Het betrof een vliegtuig van het type Lancaster LL 810-BQ-K met zeven inzittenden aan boord. Het betrof vier Britten en drie Canadezen. De brokstukken van het vliegtuig stortten neer in het grensgebied van Lichtervelde langs de Koolskampstraat. De slachtoffers werden in Wevelgem begraven. Enkele maanden later, kort voor de bevrijding, werden bij de oogst van het veld nog twee lichamen ontdekt.

## Monument
Op 28 mei 2017 werd in de buurt van de crash een monument onthuld voor de slachtoffers van deze crash. Het monument herinnert aan de zeven soldaten, maar ook aan de offers van het RAF bij de bevrijding van België tijdens de Tweede Wereldoorlog. Het werd ontworpen en gerealiseerd door Roland Verduyn i.s.m. het gemeentebestuur van Lichtervelde, de Heemkundige Kring Karel Van de Poele en Plaatbewerking Devos uit Zwevezele. Het werd onthuld in het bijzijn van de Britse ambassadeur. 

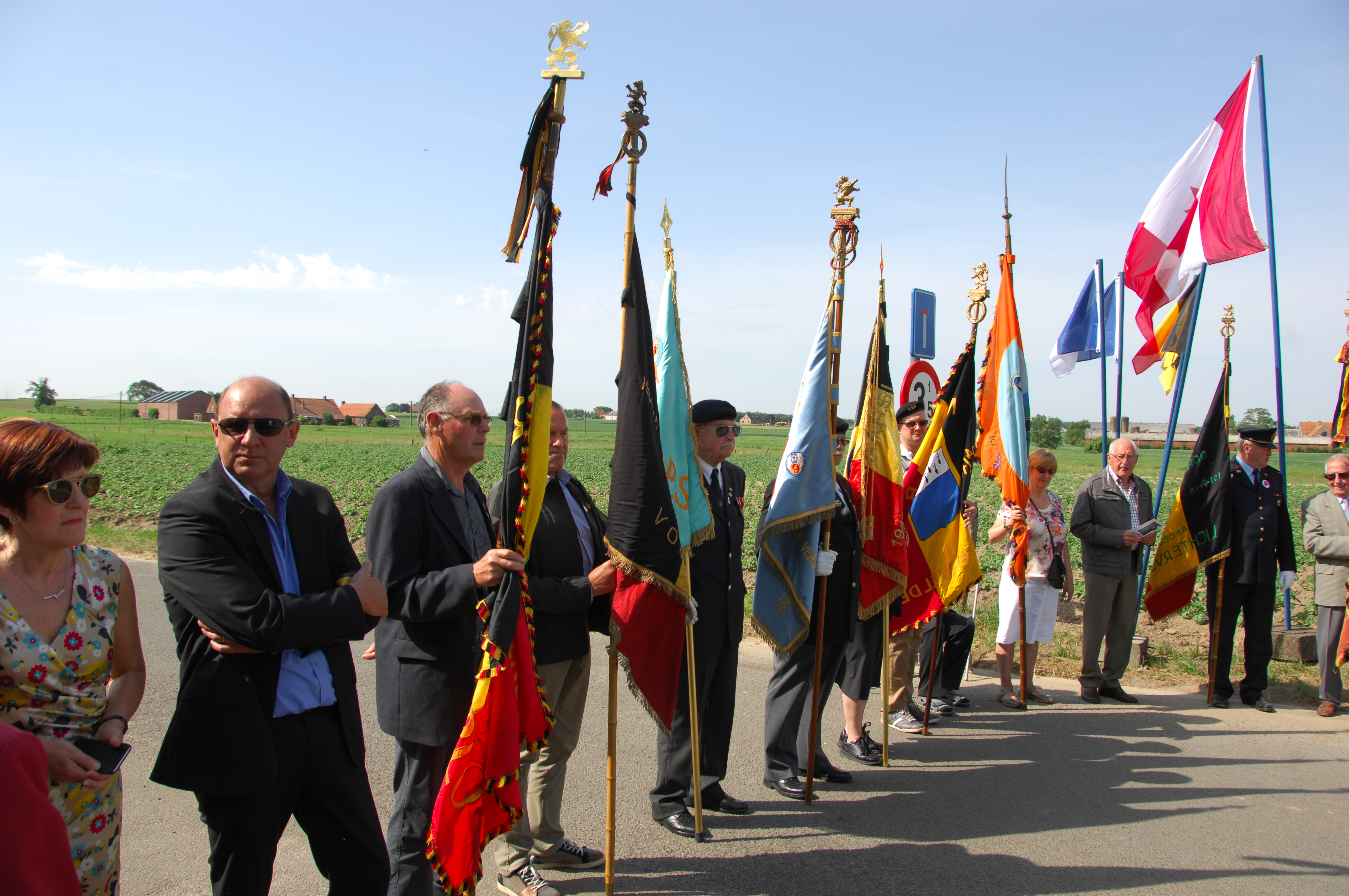
onthulling in 2017

Het monument bestaat uit een opstaande plaat in natuursteen op een sokkel. In de linkerhoek is een metalen plaat aangebracht met een uitgesneden vliegtuig waardoor naar de hemel gekeken kan worden. Het uitgesneden vliegtuig is aan de gedenksteen aangebracht, net als een plaatje met het logo van het 550 Sqdn RAF. Een plaatje m.b.t. de onthulling is op de sokkel aangebracht. Op de gedenksteen staan de namen van de zeven inzittenden vermeld met hun geboortejaar. Daarboven staat de tekst 'LICHTERVELDE 28-05-1944'.
De vermelde slachtoffers staan in alfabetische volgorde :
- Bonner Charles A - 1914
- Brown Albert H - 1917
- Drury Ronald A - 1914
- Hall Arthur G - 1922
- Lebano Frank G - 1922
- McCrae Donald - 1916
- Shapiro Martin - 1919

De eerste vier soldaten waren Britten, de laatste drie Canadezen.
Een informatiepaneel nabij het monument vertelt het verhaal van het neergestorte vliegtuig. Het staat op een carpoolparking nabij de op- en afrit van de autosnelweg E403 in de Koolskampstraat.